# 莫诺霍尔干吉乌帕齐拉
莫诺霍尔干吉乌帕齐拉（英語：Monohorganj Upazila）是位于孟加拉国吉大港专区库米拉县的一个乌帕齐拉。

## 地理
莫诺霍尔干吉位于孟加拉国库米拉县南部，达卡蒂亚河流经此地。